# Río English
El río English (en inglés: English River, literalmente, 'río inglés') es un río de Canadá que discurre por el distrito de  Kenora y el distrito de Thunder Bay en el noroeste de la provincia de Ontario. El río se encuentra en la cuenca de drenaje de la bahía de Hudson, tiene 615 km de longitud y drena una cuenca de 52 300 km², similar a países como Costa Rica (126.º) o Eslovaquia (127.º).
En el río se han construido varias plantas hidroeléctricas.

## Geografía
El río nace en un lago sin nombre situado en la parte meridional de la provincia de Ontario. Discurre en una zona muy llana en un complicado curso fluvo-lacustre en la que atraviesa numerosos lagos pequeños. Discurre primero en dirección norte hasta llegar al lago Minnitaki (188,8 km²) y después al gran lago Seul (1373 km²), que atraviesa y sale por el pequeño asentamiento de Ear Falls. El río se vuelve hacia el oeste, sigueindo su avance entre canales y lagos, pasando por el parque provincial West English River. Continua su complicado curso para finalmente unirse al río Winnipeg por su margen derecha, no lejos de la frontera con Manitoba. Luego el Winnipeg fluye a través del río Nelson hasta desaguar en la bahía de Hudson.
En el río también hay un asentamiento con igual nombre, English River, ubicado donde la  Ontario Highway 17 cruza el río en su confluencia con el río Scotch, junto con una estación de tren cercana del mismo nombre, construida como parte de la línea principal de la transcontinental Canadian Pacific Railway.

### Tributarios
Los principales afluentes del río English son los ríos Vermilion, Wabigoon (235 km), Marchington (150 km), Chukuni (160 km), Longlegged y Cedar (75 km).
El río atraviesa muchos lagos, como el lago Seul (1373 km²) y el Minnitaki (188,8 km²) y drena además otros muchos, como Abram, Pelican y Lost.

### Asentamientos
- Caribou Falls
- Ear Falls
- Kejick Bay / Lac Seul First Nation
- Sioux Lookout
- English River